# Wonder Woman (serie televisiva)
Wonder Woman è una serie televisiva statunitense, basata sulle avventure del personaggio dei fumetti DC Comics Wonder Woman, creato da William Moulton Marston e qui interpretato da Lynda Carter.
La serie è in realtà costituita da due serie distinte. La prima, Wonder Woman, si basa sui fumetti della Golden Age, è ambientata durante la seconda guerra mondiale, è stata prodotta dalla ABC e trasmessa tra il 1975 e il 1977, costituendo la prima stagione. La seconda The New Adventures of Wonder Woman, è ambientata negli anni 70 del XX secolo, all'epoca della trasmissione, prodotta dalla CBS e trasmessa tra il 1977 e il 1979, costituendo la seconda e la terza stagione.

## Trama

### Wonder Woman

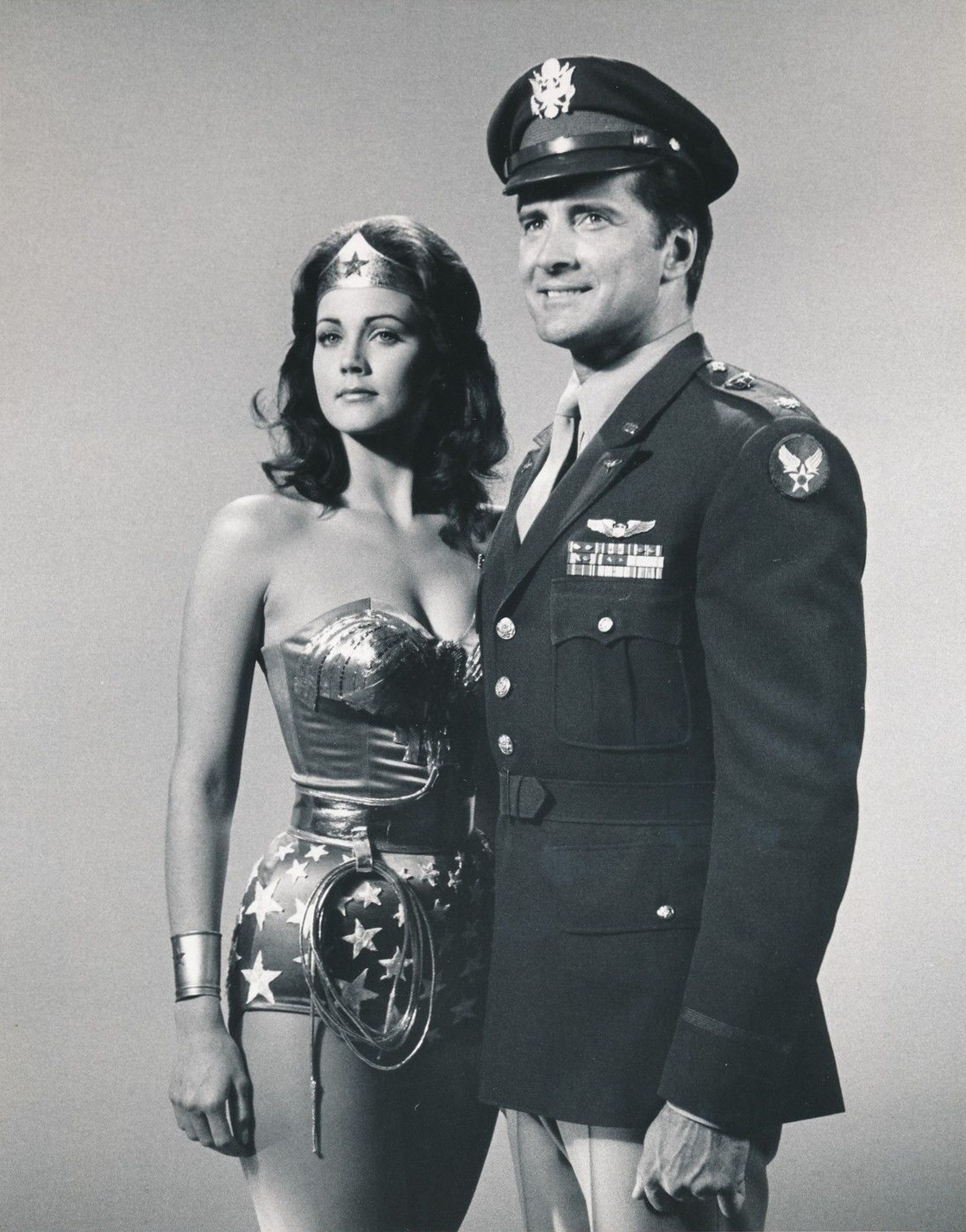
Wonder Woman (Lynda Carter) e Steve Trevor (Lyle Waggoner) nella prima serie

Washington, 1942. Il maggiore dell'aeronautica militare degli Stati Uniti Steve Trevor precipita con il proprio aereo sull'Isola del Paradiso, un'isola nascosta che si trova nel Triangolo delle Bermude, dove viene soccorso dalle amazzoni. Diana, nonostante il parere contrario della madre, la Regina Hippolyta, lo trasporta con il suo aereo invisibile in un ospedale degli Stati Uniti, dove viene curato.
Diana decide di rimanergli accanto e aiutarlo nella sua lotta contro i nazisti sotto i panni dell'eroina Wonder Woman, che alterna alla sua identità segreta di Diana Prince.
Durante la sua permanenza dovrà affrontare numerosi attacchi da parte dei tedeschi, che tentano continuamente di infiltrarsi come spie per sottrarre importanti informazioni agli avversari, così da poter vincere la guerra.

### The New Adventures of Wonder Woman
1977. L'aereo che trasporta il colonnello Steve Trevor jr., figlio del maggiore Steve Trevor precedentemente incontrato da Wonder Woman 35 anni prima, precipita sull'Isola del Paradiso e il pilota viene soccorso dalle amazzoni. Diana lo riporta a Washington diventando la sua assistente sotto l'identità segreta di Diana Prince e tornando così a combattere per gli Stati Uniti contro le forze avversarie come Wonder Woman.
Steve Trevor lavora per l'Inter-Agenzia Difesa e Comando (Inter-Agency Defense Command), una sezione della CIA che combatte le organizzazioni criminali. In breve Diana Prince da semplice assistente diviene a sua volta una vera e propria agente. Entrambi sono alle dipendenze di Joe Atkinson e ricevono ordini da un non meglio identificato Charlie, che non vedono mai e di cui ricevono solo la voce tramite un microfono.
A metà della seconda stagione Charlie è sostituito da un moderno computer, IRAC (Information Retrieval Associative Computer), rappresentato come un grande elaboratore collocato in una stanza super-protetta dell'agenzia. IRAC, dotato di intelligenza artificiale che gli permette tra le altre cose di parlare - similmente a quanto avverrà con KITT nella serie Supercar - è l'unico a scoprire l'identità segreta di Diana. Alla fine della seconda stagione viene inoltre introdotto un robottino semovente, Rover (in italiano Girellone) che porta bibite agli agenti, smista la corrispondenza e costituisce le scenette comiche; anch'egli a conoscenza dell'identità segreta di Diana Prince.
In questa veste Diana Prince/Wonder Woman e i suoi compagni si trovano a fronteggiare pericoli di ogni sorta che minacciano la sicurezza degli Stati Uniti: criminali, terroristi, organizzazioni paramilitari, neonazisti, inventori pazzi e così via.

## Episodi
| Stagione         | Episodi             | Prima TV originale | Prima TV Italia |
| ---------------- | ------------------- | ------------------ | --------------- |
| Prima stagione   | 13 + film TV pilota | 1975-1977          | 1982 e 2011     |
| Seconda stagione | 22                  | 1977-1978          | 1982            |
| Terza stagione   | 24                  | 1978-1979          | 1983            |

## Produzione

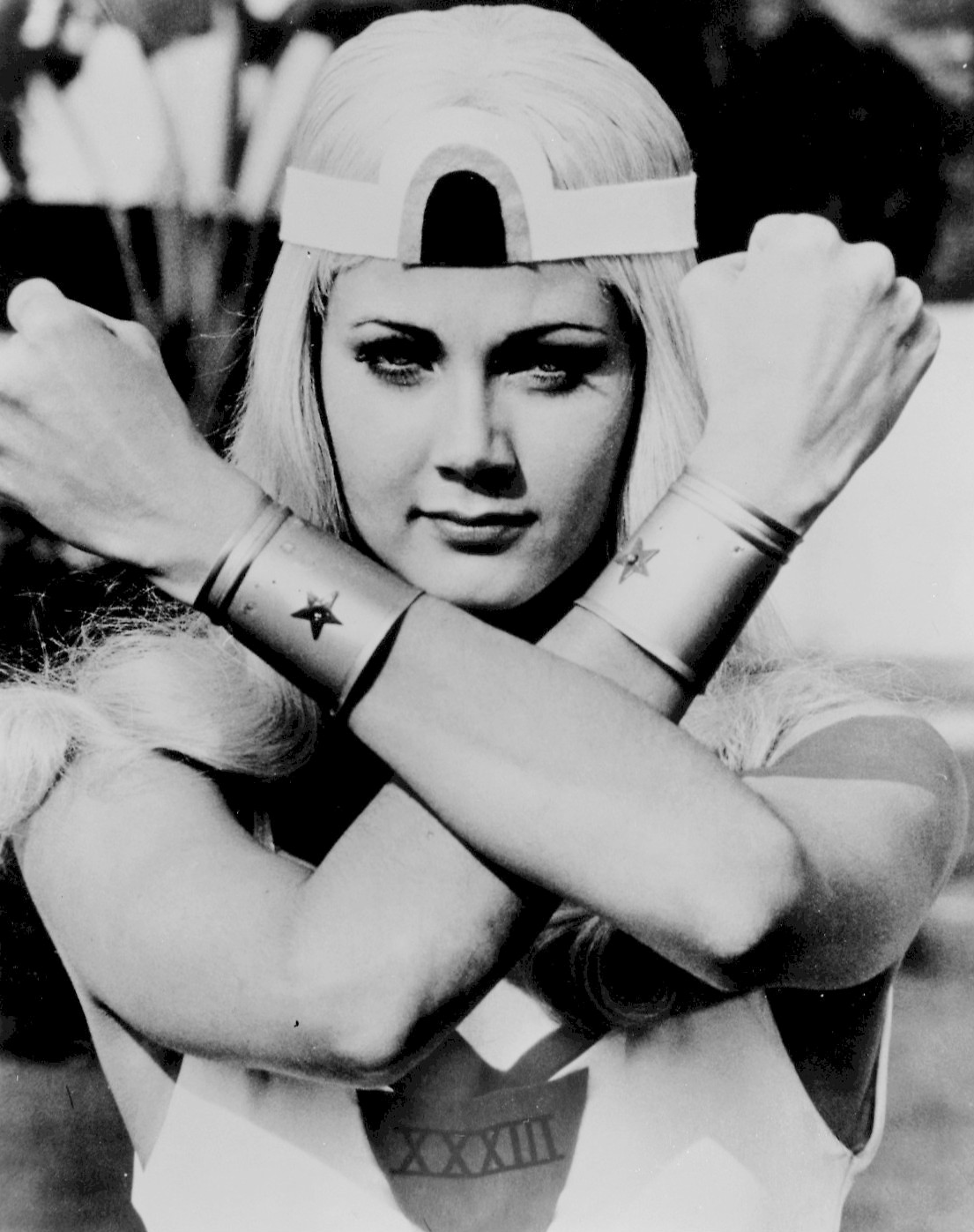
Lynda Carter nei panni di Diana nell'episodio pilota della serie

Il primo tentativo di tradurre Wonder Woman sul piccolo schermo avvenne nel 1967. Il successo della serie televisiva Batman del 1966 indusse il produttore della stessa a commissionare uno script pilota a Stan Hart e Larry Siegel. Venne girato un cortometraggio di cinque minuti intitolato Wonder Woman: Who's afraid of Diana Prince?, nel quale Wonder Woman viene impersonata dall'attrice Ellie Wood Walker, ma il progetto fu ritenuto non adatto e accantonato.
La prima apparizione televisiva di Wonder Woman si ha nel 1974, con un film per la televisione, Wonder Woman, prodotto dalla ABC. La protagonista è Cathy Lee Crosby mentre Kaz Garas interpreta Steve Trevor. Questa Wonder Woman non è dotata di superpoteri né indossa il caratteristico costume. Il film non piacque alla ABC perché stravolgeva il personaggio principale, tuttavia si decise di produrre la serie in quanto si riteneva avesse un buon potenziale.
Nel 1975 viene così realizzato un nuovo pilota, intitolato The New Original Wonder Woman, più fedele al fumetto dato che venne adottato il costume originale ed i superpoteri. Per la parte della protagonista viene scelta Lynda Carter, Miss Mondo USA con alle spalle qualche piccolo ruolo, mentre per la parte di Steve Trevor, i produttori scelgono Lyle Waggoner, all'epoca celebre come attore comico, dopo diversi anni da co-protagonista nel The Carol Burnett Show. Il successo del pilota permette alla rete ABC di realizzare altri tredici episodi, trasmessi tra il 1976 e il 1977 ed inediti in Italia.
Nonostante il successo della prima stagione, però, la ABC si dimostra esitante a produrre un seguito della serie e così la produzione passa in mano alla CBS, con la condizione che le avventure venissero ambientate in tempi più recenti. Questa nuova serie, composta da due stagioni, negli Stati Uniti prende il titolo di The New Adventures of Wonder Woman ed è quella che è stata trasmessa anche in Italia con il titolo Wonder Woman: i riferimenti alla serie precedente, presenti in alcuni episodi, non sono stati colti dai telespettatori italiani proprio in quanto la prima serie rimase inedita.
A partire dalla terza stagione sono state apportate alcune modifiche per avvicinare la serie ad un pubblico più giovane: il tema della sigla è stato remixato, è aumentato l'uso di Rover per creare maggiore umorismo, sono stati affrontati maggiormente i temi di attualità, come il rispetto dell'ambiente, e tra gli attori vi era una maggiore presenza di personaggi adolescenziali.
Nell'ultimo episodio della terza serie, intitolato L'uomo che non poteva morire, c'è un tentativo di rinnovamento in vista probabilmente di una quarta serie. Cambiano i personaggi dell'Inter-Agenzia, in particolare entrano nel cast Dale Hawthorn, un nuovo capo di Diana, e Bryce Candall, un uomo indistruttibile in quanto geneticamente modificato (il personaggio a cui si riferisce il titolo della puntata). Questo episodio è proprio l'ultimo della serie, visto che la CBS preferì puntare sulla produzione di sit-com piuttosto che di telefilm.

## Sigla
La colonna sonora della serie è composta da Charles Fox, autore del tema musicale della sigla, e Norman Gimble.
La sigla della prima stagione viene realizzata con dei pannelli a fumetti, similmente a quanto avvenuto già per la sigla della serie Batman. I fumetti in seguito si animano e si trasformano nei protagonisti in carne e ossa. Il tema della sigla è cantato su una base funky.
Nella seconda stagione viene rifatta completamente la sigla, mantenendo lo stile fumettistico della prima, vengono rigirate e ridisegnate le scene con i nuovi costumi. Viene inoltre riarrangiato anche il tema della sigla in forma orchestrale e riscritti i testi per rimuovere il tema della contrapposizione bellica tra Stati Uniti e Asse. Dall'episodio nove, Trasformazione vulcano, la sigla fumettistica viene sostituita con una nuova sigla live action, in cui si vedono immagini di Wonder Woman tratte dagli episodi precedenti della seconda stagione.
Nella terza stagione il tema musicale viene nuovamente riarrangiato in chiave disco music.

## Il personaggio di Wonder Woman

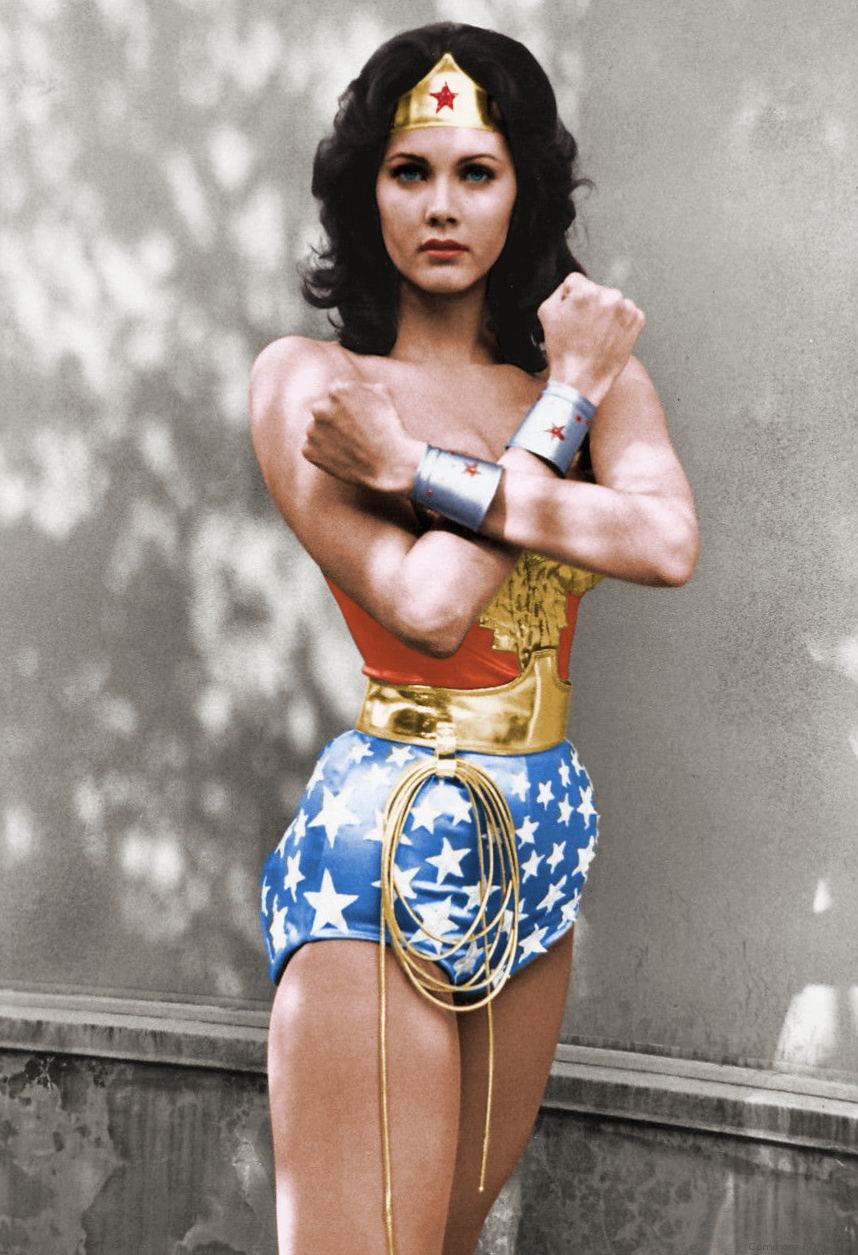
Lynda Carter nei panni di Wonder Woman nella prima serie

Durante la prima stagione Lynda Carter indossa il costume di Wonder Woman della serie a fumetti della Golden Age. Tuttavia, rispetto ai fumetti, nell'episodio pilota Diana non è infermiera, nonostante così appaia in una breve sequenza, bensì viene arruolata nell'aviazione come segretaria del maggiore Steve Trevor. Quest'ultimo, interpretato da Waggoner di capelli castani, nel fumetto è invece biondo.
Nella seconda e terza stagione Wonder Woman indossa un costume leggermente differente: tiara, bracciali e cintura, precedentemente argentati, sono ora dorati e l'aquila dorata sul petto viene maggiormente stilizzata. Le stelle nella serie originaria coprivano tutta la parte blu del costume, nelle due recenti invece i fianchi non hanno le stelle. La tiara inoltre presenta un rubino incastonato che le permette di comunicare direttamente con la madre, la Regina Hyppolita. Con la seconda stagione vengono inoltre introdotti nuovi costumi quali una tuta blu marino in lycra con pinne e guanti per le immersioni subacquee. Lo stesso costume, con tacchi bassi, stivali e il casco d'oro, è usato per guidare le motociclette. In un episodio viene mostrata una variazione con una specie di mascherina metallica che copre metà viso di Wonder Woman, mentre in un'altra occasione indossa una uniforme bianca e rossa stile cavallerizza.
La trasformazione di Diana in Wonder Woman, che avviene con un giro su sé stessa e un'esplosione, è stata un'invenzione della serie (l'esplosione pare sia stata suggerita dalla Carter per risparmiare sul budget), successivamente adottata anche dai fumetti. Per i costumi supplementari, introdotti nella seconda stagione, la trasformazione prevedeva inizialmente un primo giro con trasformazione nel costume tradizionale, seguito da un secondo giro con la trasformazione nel nuovo costume. In seguito, per praticità, si è abbandonata questa soluzione e la trasformazione avveniva direttamente. Durante la terza stagione l'eroina adotta nuove tecniche di trasformazione da Diana Prince a Wonder Woman, come ad esempio cadendo da un grattacielo o girando su sé stessa seduta su una sedia da ufficio.
Wonder Woman è dotata di alcuni superpoteri, quali una enorme forza, la capacità di compiere grandi salti, quella di schivare i proiettili grazie ai suoi braccialetti in metallo feminum. Nella prima stagione Wonder Woman aveva inoltre la capacità di imitare la voce degli altri, dalla seconda stagione tale prerogativa scompare, mentre nella terza vengono introdotti nuovi superpoteri, come ad esempio la capacità di comunicare telepaticamente con gli animali o creare onde di energia.

## Personaggi e interpreti
- Diana Prince/Wonder Woman (60 episodi, 1975-1979), interpretata da Lynda Carter.
- Maggiore Steven Leonard "Steve" Trevor (59 episodi, 1975-1979), interpretato da Lyle Waggoner.
- Generale Phil Blankenship (13 episodi, 1976-1977), interpretato da Richard Eastham.
- Etta Candy (13 episodi, 1976-1977), interpretata da Beatrice Colen.
- Irac (10 episodi, 1978-1979), interpretato da Tom Kratochvil.
- Joe Atkinson (9 episodi, 1977), interpretato da Norman Burton.
- Eve (6 episodi, 1977-1979), interpretata da Saundra Pearl Sharp.
- Andros (3 episodi, 1977-1979), interpretato da Tim O'Connor.
- Kirk (3 episodi, 1978-1979), interpretato da Fred Lerner.
- Regina Hippolyta (5 episodi, 1976-1977), è interpretata da tre differenti attrici: Cloris Leachman (nell'episodio pilota), Carolyn Jones (durante la prima stagione), Beatrice Straight (primo episodio della seconda stagione).
- Drusilla/Wonder Girl (3 episodi, 1976-1977), interpretata da Debra Winger.
- Sergente (3 episodi, 1978-1979), interpretato da Michael Kopcha.
- Generale Ulrich (3 episodi, 1976-1977), interpretato da Curt Lowens.
- Cameron (3 episodi, 1978-1979), interpretato da Michael Shannon.

## Registi
- Alan Crosland Jr. in 16 episodi (1977-1979)
- Dick Moder in 6 episodi (1977-1978)
- Herb Wallerstein in 5 episodi (1976-1977)
- Leslie H. Martinson in 5 episodi (1978-1979)
- Seymour Robbie in 4 episodi (1977-1978)
- Michael Caffey in 3 episodi (1977-1978)
- John Newland in 3 episodi (1979)
- Barry Crane in 2 episodi (1976)
- Stuart Margolin in 2 episodi (1977)
- Gordon Hessler in 2 episodi (1978)

## Distribuzione

### Trasmissione
La prima serie, Wonder Woman è andata in onda negli Stati Uniti sul canale ABC dal 7 novembre del 1975 al 16 febbraio del 1977. Passata alla CBS, la seconda serie The New Adventures of Wonder Woman è andata in onda su questo canale dal 16 settembre del 1977 al all'11 settembre del 1979.
In Italia la prima stagione è rimasta parzialmente inedita fino al 2011, quando è stata trasmessa interamente da Fox Retro in lingua originale sottotitolata. Alla fine degli anni settanta, in Italia, venne infatti doppiato e trasmesso da Canale 5 soltanto l'episodio pilota. Le due stagioni prodotte dalla CBS sono andate in onda in Italia a partire dal luglio 1983 su Italia 1 e poi sulle altre reti Mediaset, ottenendo un discreto successo.

### Home Video
Nel Regno Unito le tre stagioni del telefilm sono state pubblicate in DVD in altrettanti cofanetti, con audio inglese e francese. La terza stagione comprende anche l'audio e sottotitoli in italiano.
In Italia la serie completa è stata commercializzata completa in un cofanetto di DVD Warner Bros. Entertainment e a fascicoli settimanali da La Gazzetta dello Sport, unitamente alla serie televisiva Batman, nel 2017. In questa edizione la prima stagione conserva l'audio originale con sottotitoli in italiano, mentre la seconda e la terza stagione sono presentate con il doppiaggio italiano della prima trasmissione italiana.

## Merchandising
- Il 6 giugno 1976 la Mego commercializza una linea di bambole da 12" collegata alla serie televisiva, con l'immagine di Lynda Carter sulla scatola.[3] In questa linea vengono immessi sul mercato i personaggi di Wonder Woman/Diana Prince[4], Steve Trevor[5] e Hyppolite[6], più un quarto personaggio, l'amazzone afroamericana Nubia[7], mai apparsa nel telefilm, ma soltanto nei fumetti.[3] La confezione che contiene il personaggio di Wonder Woman, contiene anche l'uniforme blu indossata da Diana Prince nella prima stagione[8], così da trasformare Wonder Woman nella sua identità segreta e viceversa.[3] Una seconda versione della bambola viene commercializzata a partire dal 6 giugno 1978: l'immagine dell'attrice viene rimossa dalla confezione, il costume viene modificato e non è più presente l'uniforme di Diana Prince, inoltre viene commercializzata la sola Wonder Woman senza i compagni di avventure.[3][9] La prima versione della bambola viene utilizzata nel terzo episodio della seconda stagione L'uomo che poteva muovere il mondo (The Man Who Could Move the World), tra gli oggetti collezionati da Ishida.
- Vari altri giocattoli e oggetti vengono commercializzati negli anni settanta, durante la messa in onda della serie, tra cui sorpresine[10] e prodotti commercializzati dall'Avon[11].
- Nel 2007 la DC Direct, una società che crea prodotti per la DC Comics, distribuisce una nuova bambola di Wonder Woman con le fattezze di Lynda Carter.
- Il 15 agosto 2015 viene realizzata in edizione limitata una bambola di 16" della Wonder Woman di Lynda Carter con il costume indossato nella seconda stagione da Madame Alexander.[12]
- Il 6 aprile 2016 la Funko distribuisce una figura di Wonder Woman della Golden Age ispirata alla prima stagione della serie televisiva e munita di aeroplano invisibile.[13]
- Il 16 dicembre 2016 la Jada Toys commercializza una serie di minifigure con le fattezze di Lynda Carter e il costume di Wonder Woman della Golden Age indossato durante la prima stagione.[14][15][16][17]